# Echidnogryllacris sanguinolenta
Echidnogryllacris sanguinolenta är en insektsart som först beskrevs av Brunner von Wattenwyl 1888.  Echidnogryllacris sanguinolenta ingår i släktet Echidnogryllacris och familjen Gryllacrididae. Inga underarter finns listade i Catalogue of Life.